# کوفته قلقلی‌ها ۳
کوفته قلقلی‌ها ۳: شغل تابستانی (به انگلیسی: Meatballs III: Summer Job) یک فیلم کمدی آمریکایی محصول سال ۱۹۸۶ و سومین قسمت از مجموعه فیلم‌های کوفته قلقلی‌ها است. این اولین سری از این سری است که دارای رتبه R است. این فیلم یکی از شخصیت‌های اصلی فیلم کوفته قلقلی‌ها (۱۹۷۹) را دنبال می‌کند که اکنون در تابستان برای رئیسی عصبانی کار می‌کند. بر خلاف دو فیلم اول، این یکی در کمپ تابستانی نیست، بلکه در یک اسکله است.

## داستان
هنگامی که راکسی دوجر از ورود به دنیای پس از مرگ محروم می‌شود، آخرین فرصت به او داده می‌شود تا به یک روح فقیر روی زمین کمک کند. او متوجه می‌شود که رودی گرنر در یک استراحتگاه تابستانی رودخانه کار می‌کند. راکسی وظیفه دارد به رودی کمک کند باکرگی خود را از دست بدهد تا بتواند به زندگی پس از مرگ راه یابد.

## بازیگران
- پاتریک دمپسی در نقش رودی گرنر
- سالی کلرمن در نقش راکسی دوجر
- شنون توئید در نقش الهه عشق
- ایزابل مجیاس در نقش وندی
- مائوری چایکین در نقش هیوی